# 12097 Peterlowen
12097 Peterlowen este o planetă minoră (asteroid), cu un diametru de 4,138 km, din centura de asteroizi. A fost descoperită pe 23 aprilie 1998 la Magdalena Ridge Observatory⁠(d) de Lincoln Near-Earth Asteroid Research. 
Obiectul prezintă o orbită caracterizată de o semiaxă mare de 2,3972732 UAi, o excentricitate de 0,15, o înclinație de 6,13795 ° în raport cu ecliptica.